# John Shurna
John William Shurna (Glen Ellyn, 30 de abril de 1990) é um basquetebolista profissional estadunidense, com nacionalidade lituana, que atualmente defende o MoraBanc Andorra. O atleta que possui 2,06m de altura e pesa 100kg  atua na posição Ala-pivô.

## Títulos e Honrarias

### Clubes
- Vice-campeão da Liga Francesa 2012-13 (Strasbourg IG)
- Vice-campeão da Copa da França 2012-13 (Strasbourg IG)

### Seleção
- Medalha de Ouro no Mundial Sub 19 de 2009 na Nova Zelândia